# Pterocryptus castaneus
Pterocryptus castaneus là một loài tò vò trong họ Ichneumonidae.